# Матагальпа
Матага́льпа (исп. Matagalpa) — город на северо-западе центральной части Никарагуа, административный центр департамента Матагальпа.

## Географическое положение
Расположен в западной части департамента, примерно в 128 км к северо-востоку от столицы страны, города Манагуа.
Через город протекает река Рио-Гранде.

## История
Город был основан в 1554 году.
В 1850 в окрестностях города обнаружили месторождения золота.
В 1962 году численность населения составляла 14,7 тыс. человек, город являлся ничем не примечательным торгово-ремесленным центром сельскохозяйственного района и специализировался на переработке кофе, мяса и молока.
В 1969 году население города составляло 22,6 тысяч человек, он являлся центром района выращивания и переработки кофе. Также здесь имелось кустарное производство обуви, мыла и других потребительских товаров.
25 августа 1981 года распоряжением руководящего Совета страны городу было присвоено почётное звание «Город-герой».
В 1983 году население города составляло 40 тыс. человек, основой экономики являлись предприятия пищевой и текстильной промышленности.

## Население
Динамика численности населения города по годам:
| 1971   | 1995   | 2000   | 2005   | 2013   |
| ------ | ------ | ------ | ------ | ------ |
| 20 682 | 59 397 | 84 442 | 80 228 | 98 464 |